# Juljan Shehu
Juljan Shehu (Tirana, 6 de septiembre de 1998) es un futbolista albanés que juega en la demarcación de centrocampista para el Widzew Łódź de la Ekstraklasa.

## Selección nacional
Tras jugar en las categorías inferiores de la selección, finalmente hizo su debut con la selección de Albania el 24 de marzo de 2025 en un encuentro de clasificación para la Copa Mundial de Fútbol de 2026 contra Andorra que finalizó con un resultado de 3-0 a favor del combinado albanés tras un gol de Myrto Uzuni y un doblete de Rey Manaj.

## Clubes
| Club          | País    | Año       | Partidos | Goles |
| ------------- | ------- | --------- | -------- | ----- |
| Paniliakos FC | Grecia  | 2017-2018 | 21       | 0     |
| KS Kastrioti  | Albania | 2018-2019 | 32       | 5     |
| KF Laçi       | Albania | 2019-2022 | 117      | 10    |
| Widzew Łódź   | Polonia | 2022-     | 67       | 4     |